# Rob Beckett
Robert Joseph Anthony Beckett, född 2 januari 1986, är en engelsk komiker.

## Biografi
Rob Beckett är född och uppvuxen i Mottingham, i London, med fyra bröder.
Han studerade på Canterbury Christ Church University i Kent mellan 2004 och 2007, där han läste på ett turismprogram.
Beckett började framföra stand-up 2009. Han fick uppträda i talangtävlingen So You Think You're Funny på festivalen Edinburgh Fringe, där han kom trea och vann "Amused Moose Laugh-Off". Det ledde till en inbjudan att uppträda på Adelaide Fringe Festival i Australien. I Adelaide nominerades Beckett till priset för bästa nykomling 2011. Han debuterade på Edinburgh Fringe Festival 2012 med soloshowen "Rob Beckett's Summer Holiday".
Mellan 2012 och 2014 var Beckett värd för ett bakgrundsprogram till I'm a Celebrity…Get Me Out of Here!. Han har varit deltagare i flera lekprogram och panelshower som Mock the Week, Would I Lie toYou? och Never Mind the Buzzcocks. Sedan 2016 är han lagledare för ena panelen i 8 Out of 10 Cats.
Rob Beckett var en av de tävlande och slutligen vinnare i den tredje säsongen av Bäst i test England, som sändes i oktober 2016.